# Проскуры (Кобелякский район)

Проскуры (укр. Проскури) — село,
Ольховатский сельский совет,
Кобелякский район,
Полтавская область,
Украина.
Код КОАТУУ — 5321885405. Население по переписи 2001 года составляло 81 человек.

## Географическое положение
Село Проскуры находится в 3,5 км от левого берега реки Ворскла, в 2-х км от села Василевка.
К селу примыкает большое болото с большим количеством заросших озёр.